# Alick Maemae
Alick Maemae (Suraina, 10 dicembre 1985) è un calciatore salomonese, centrocampista dell'Henderson Eels.

## Carriera

### Nazionale
Ha debuttato in Nazionale il 3 aprile 2004, nell'amichevole Vanuatu-Isole Salomone (1-2). Ha messo a segno le sue prime due reti con la maglia della Nazionale il 5 maggio 2004, in Isole Salomone-Tonga (6-0), gara in cui ha siglato la rete del momentaneo 3-0 al minuto 62 e la rete del momentaneo 4-0 al minuto 76. Ha partecipato, con la Nazionale, alla Coppa d'Oceania 2004. Ha collezionato in totale, con la maglia della Nazionale, 19 presenze e 6 reti.

## Palmarès

### Club

#### Competizioni nazionali
- Campionato papuano di calcio: 3

Hekari United: 2009-2010, 2015, 2015-2016
- Campionato vanuatuano di calcio: 2

Amicale: 2010-2011, 2011-2012